# Falsocorynetes diversipes
Falsocorynetes diversipes là một loài bọ cánh cứng trong họ Cleridae. Loài này được Pic miêu tả khoa học đầu tiên năm 1928.